# Röder Zeltsysteme und Service AG
RÖDER Zeltsysteme und Service AG (Рёдер (Родер)  Цельтзюстеме унд Сервис - Акционерное общество) - международная компания, занимающаяся производством, продажей и сдачей в аренду каркасно-тентовых конструкций (палаток, шатров, павильонов). Штаб-квартира расположена в городе   Бюдинген   (Германия). Помимо производственной площадки в   Бюдингене   RÖDER AG имеет дочерние компании в других государствах, в том числе в Китае, России, Турции, Италии, Франции, Великобритании, Швейцарии и Мексике, а также дилеров и партнёров в Австрии, Венгрии, Румынии и в других странах.

## История
Компания основана в 1959 году в городе Вольфербон (Wolferbon) в Германии. Начала свою деятельность со сдачи в аренду палаток на деревянном каркасе.
В 1965 году были представлены палатки на стальной раме.
В 1975 году развитие технологий позволило компании создать каркасно-тентовые конструкции на алюминиевом профиле, что значительно облегчило их массу и сократило время сборки.
В 1985 году RÖDER выводит на рынок первую двухэтажную сборно-разборную каркасно-тентовую конструкцию.
В 2004 году появляется дочерняя компания в Китае.
В 2006 году RÖDER приходит в Россию; открывается ООО "РОДЕР".

## Собственники и руководством
Основные владельцы компании: RAG STIFTUNG .
Председатель совета директоров компании — Klaus F. Jaenecke. Генеральный директор - Rüdiger Blasius.

## Деятельность
Компания RÖDER производит каркасно-тентовые конструкции различных размеров и типов для:
•    создания временной инфраструктуры при проведении мероприятий;
•    спортивных объектов;
•    складских и логистических комплексов;
•    временных терминалов аэропортов;
•    временных укрытий при проведении строительных работ;
•    переработки мусора;
•    работ по рекультивации почв.
Компания RÖDER обслуживала крупнейшие спортивные мероприятия, в том числе Олимпийские игры 1992 года в Барселоне, Олимпийские игры 2004 года в Афинах, Олимпийские игры 2008 года в Пекине, Олимпийские игры 2014 в Сочи, этапы гонок F1 (Formula 1), финалы футбольной Лиги Чемпионов УЕФА и другие.

## Награды и премии
IFAI Outstanding Achievement Award 2009 – за выдающиеся достижения в области коммерческой аренды тентовых конструкций (проект большого тентового ресторана на Олимпийских играх в Пекине).
„Europe's 500 Listing“ – Включение Röder AG в рейтинг 500 наиболее быстро растущих компаний Европы.
С 1983 года компания  Röder несколько раз выигрывала приз International Achievement Award Industrial Fabrics Association International за проекты каркасно-тентовых конструкций для Event индустрии.

## Споры из-за названия
Несмотря на то, что потомок основателя компании Хайнриха Рёдера (Heinrich Röder) и её тогдашний владелец - Хайнц Рёдер (Heinz Röder) в 1994 году завершил передачу бизнеса компании RÖDER AG фирме  Klöckner & Co AG и ушёл из компании RÖDER AG – в 2001 году он создает свою новую компанию RÖDER HTS High Tech Structures KG (ныне RÖDER HTS HÖCKER или HTS HÖCKER в некоторых странах). Споры из-за прав на товарный знак RÖDER и RODER продолжаются до сих пор на территории различных стран.